# Црква Пресвете Богородице у Кориши
Црква Пресвете Богородице се налазила у Кориши, насељеном месту на крајњем источном делу територије општине Призрен, на Косову и Метохији. Припадала је Епархији рашко-призренске Српске православне цркве.
Црква посвећена Пресветој Богородици је била једнобродна грађевина покривена каменим плочама. У апсиди цркве очуван је живопис који по својим стилским особинама припада 16. и 17. веку. Остаци фресака су били прилично добро очувани, осим Богородице са Христом која је изрешетана мецима екстремиста. У цркви је било и икона и сасуда из 19. века.

## Основ за упис у регистар споменика културе
Решење Покрајинског завода за заштиту споменика културе у Приштини, бр. 955 од 31. децембра 1964. године Закон о заштити споменика културе (Сл. гласник НРС бр. 51/59).

## Разарање цркве 1999. године
Црква је срушена до темеља, као и старо црквиште од стране албанских екстремиста, након доласка немачких снага КФОР-а. Уништено је и хришћанско гробље поред цркве.